# PP-91 KEDR
A PP-91 Kedr é uma submetralhadora de 9 mm desenvolvida a partir de um protótipo da década de 1970 e adotada pelo Ministério de Assuntos Internos da Rússia desde 1994.

## Visão geral
A PP-91 é uma submetralhadora de fogo seletivo de projeto simples e fácil de fabricar, projetada por Yevgeny Dragunov (o projetista do fuzil de precisão SVD).
Ela possui sistema de blowback e dispara com ferrolho fechado, permitindo disparos mais precisos do que seria possível com um ferrolho aberto. A munição é alimentada por um carregador bifilar e a arma é fornecida com coronha dobrável.
Apesar do pequeno calibre do projétil utilizado, as vantagens notáveis da PP-91 são seu tamanho compacto e o peso de apenas 1,5 kg, tornando-a muito fácil de transportar e podendo ser disparada com eficácia com apenas uma mão. A alavanca de segurança/seleção está localizada no lado direito e permite disparos únicos semiautomáticos e disparos totalmente automáticos a uma cadência de 800 tiros por minuto. O alcance efetivo da PP-91 está entre 50 e 100 m. A arma utiliza uma mira de dioptria e permite o uso de uma mira laser e um supressor.

## Variantes
- PP-71 (ПП-71) - um protótipo de submetralhadora desenvolvido para o Ministério da Defesa no âmbito do programa "Bouquet" da República da China e testado entre 1969 e 1972. Não produzido comercialmente.
- PP-91-01 "Kedr-B" (ПП-91-01 «Кедр-Б») - submetralhadora com silenciador integrado, com câmara para 9×18mm Makarov[1]
- PP-9 "Klin" (ПП-9 "Клин") - com câmara para 9×18mm Makarov, produzido entre 1996 e 2002 para o Ministério do Interior. Apresenta balística aprimorada (devido a um cartucho mais potente), maior peso do obturador e presença de ranhuras helicoidais na câmara.
- PP-919 "Kedr-2" (ПП-919 "Кедр-2") - foi desenvolvida em 1994–1996. Com câmara para 9×19mm Parabellum para o Serviço de Polícia Fiscal Federal (3 exemplares produzidos).
  - em 2009 também foi apresentado um protótipo da PP-2011 "KEDR-PARA" (ПП-2011 "КЕДР-PARA") com câmara para 9×19mm 7N21.
- PKSK (ПКСК) - versão semiautomática de carabina com câmara para 9×17mm K, projetada para segurança privada, com carregador de 10 cartuchos.[2] Produzida em pequenos lotes desde abril de 1998.[3]
- KMO-9 "Korsak" (КМО-9 "Корсак") - protótipo de versão semiautomática com cano longo com câmara para 9x21mm. Projetada como arma civil para esporte e treinamento de caça.
- PST "Corporal" (ПСТ "Капрал") - versão semiautomática para agências de segurança privadas, com câmara para cartucho 10 × 23mm T, com carregador de 10 cartuchos.
- PDT-9T "Yesaul" (ПДТ-9Т "Есаул") - versão semiautomática com câmara para o calibre não letal 9mm P.A., com um carregador de 10 cartuchos (disponível desde 2005).[4]
  - "Yesaul-2" ("Есаул-2") - um protótipo de versão totalmente automática com câmara para o calibre 9mm P.A. não letal, com um carregador de 20 cartuchos[4]
- PDT-13T "Yesaul-3" (ПДТ-13Т "Есаул-3") - versão semiautomática com câmara para o calibre não letal .45 Rubber, com um carregador de 10 cartuchos (projetada em 2009)[5]
- "Kedr-MD" (Кедр-МД) - submetralhadora para disparar apenas cartuchos de festim, projetada sob encomenda pela produtora cinematográfica "Mosfilm" em 2006. Apenas 5 unidades foram fabricadas.
- KSO-9 "Krechet" (КСО-9 "Кречет") - variante de carabina civil semiautomática com cano longo, coronha tipo AR-15, carregadores de 10 cartuchos e câmara para o cartucho 9x19mm. Teve produção limitada entre 2014 e 2015; poucas unidades foram fabricadas.

## Operadores
- Rússia: MVD (politsiya e OMON) e guardas de segurança[6]